# Jens Bonnke
Jens Bonnke (* 1963 in Paris) ist ein deutscher Illustrator.

## Leben
Jens Bonnke studierte von 1985 bis 1991 Visuelle Kommunikation an der Fachhochschule Trier und an der Hochschule der Künste Berlin bei Jürgen Spohn und Jan Lenica. Seit 1992 arbeitet er freiberuflich als Illustrator.
Jens Bonnke veröffentlicht seine Arbeiten in Zeitschriften wie dem Rolling Stone, Playboy, der New York Times, Die Zeit und dem Spiegel. Für das SZ-Magazin illustriert er die Rubrik „Die Gewissensfrage“. Für Le Monde diplomatique illustrierte er eine ABC-Fibel. Er arbeitet für Verlage wie Cornelsen, Piper, Haffmans und Wagenbach. Für den WDR arbeitete er an der Sendung mit der Maus und an den Zeichentrickfilmen Drei Chinesen mit dem Kontrabass (2002) und Nichts oder Der Zauberer Gustav Krötenspeck (2003). Weiterhin ist Jens Bonnke Gastdozent an der design akademie berlin.
Sein erstes Buch Schräger Vogel, krummer Hund wurde von der Deutschen Akademie für Kinder- und Jugendliteratur zum Bilderbuch des Monats August 2008 gewählt und mit dem Gütesiegel der Akademie ausgezeichnet. 2009 erschien das Buch in einer französischen Übersetzung.
Jens Bonnke lebt und arbeitet in Berlin.

## Ausstellungen
- 2005: 18 × 24, Galerie für Zahlenwerte im Museum der Unerhörten Dinge, Gruppenausstellung[4]
- 2005: Bilderklub in der Wallstreet One Gallery Berlin, Gruppenausstellung[5]
- 2006: Illustrative Berlin 06, Johanssen Gallery Berlin, mit Olaf Hajek, Martin Haake und Tanja Kling[6]
- 2009: Schräger Vogel, krummer Hund, Ausstellung zum Buch, Kinder- und Jugendbibliothek Spandau[7]

## Publikationen
- Friedrich Oehler: Mit Musik durchs Leben. Illustrator Jens Bonnke. Oehler, 1995, ISBN 3925296026.
- Jens Bonnke. Portfolio. Römerturm Feinstpapier, Frechen 1997.
- Print / European Design Annual. Print, New York 1998, ISSN 0032-8510.
- Communication arts 1999 advertising annual. 40. Communication Arts, Palo Alto 1999.
- Private Altersvorsorge: Gezielt absichern in jeder Lebensphase. Illustrator Jens Bonnke. 4. Auflage. Stiftung Warentest, Berlin 2004, ISBN 3-931908-93-3.
- Schräger Vogel, krummer Hund. Hinstorff, Rostock 2008, ISBN 3356012371
  - Französische Ausgabe: Oiseau penchés et chiens tordus. Édition Être, Paris 2008, ISBN 978-2-84407-079-1.
- mit Stefanie Urbach: Flugsaurier = Gaulfriseur, Hinstorff Verlag, Rostock 2011 ISBN 978-3-356-01415-0
- Peter Rühmkorf: Der Hüter des Misthaufens. Aufgeklärte Märchen Illustrator Jens Bonnke. Büchergilde, 2014, ISBN 978-3-7632-6678-4.